# Drilliola
Drilliola is een geslacht van weekdieren uit de klasse van de Gastropoda (slakken).

## Soorten
- Drilliola annosa (Powell, 1942) †
- Drilliola emendata (Monterosato, 1872)
- Drilliola loprestiana (Calcara, 1841)
- Drilliola mangaoparia (Beu, 1970) †
- Drilliola maoria (Powell, 1942) †
- Drilliola pukeuriensis (Powell, 1942) †
- Drilliola rupta (Marwick, 1931) †
- Drilliola sola (Powell, 1942) †
- Drilliola speyeri (Kock & Wiechmann, 1872) †
- Drilliola terranigra Lozouet, 2015 †